# 纵向滑移
纵向滑移主要是指在地铁等工程施工时，正上方的土石、汽车、建筑物整体沿物体重心指向地心的方向发生移动。一般来说，这种移动的距离由地下隧道离地表距离决定。